# アルブレヒト・ヴェーバー
アルブレヒト・フリードリヒ・ヴェーバー（Albrecht Friedrich Weber、1825年2月17日 - 1901年11月30日）は、ドイツの東洋学者、インド学者。ヴェーダの研究者として知られる。ジャイナ教研究の草分けでもあった。

## 経歴
ヴェーバーはブレスラウ（現ポーランド領ヴロツワフ）に生まれた。1842年にブレスラウ大学に入学して、アドルフ・フリードリヒ・シュテンツラーにサンスクリットを学んだ。その後ボン大学、ベルリン大学に移って研究を進めた。1845年に『ヤジュル・ヴェーダ』に関する論文をブレスラウ大学に提出して博士の学位を取得した。
1846年から2年間ロンドンとパリを旅行した後、ベルリン大学の私講師の職を得た。1856年に員外教授、1867年にフランツ・ボップの後任として正教授に昇任した。没するまでその職にあった。1857年にプロイセン科学アカデミーの会員に選ばれた。
1949年にヴェーバーはインド学の学術雑誌『インド研究』(Indische Studien)を創刊した。1885年まで18巻を出版し、ヴェーバー自身多数の記事を発表した。

## 主な業績
- ヴェーバーは多数の論文や書評を書き、自ら論文集『Indische Skizzen』(1857)、『Indische Streifen』(1868,1869,1879) を編纂した。
- 『白ヤジュル・ヴェーダ』の校訂本を1849-59年に出版した。これはルドルフ・フォン・ロートのヴェーダ研究(1845)、テーオドール・ベンファイの『サーマ・ヴェーダ』校訂出版(1848)に続くヨーロッパのヴェーダ研究の成果だった[3]。
  -  The White Yajurveda. 1. Berlin/London. (1852) 巻2(1849) 巻3(1859)

1871-1872年には『黒ヤジュル・ヴェーダ』タイッティリーヤ・サンヒターの校訂本を『インド研究』11-12巻として公刊した。
- ヴェーバーはベートリンクとロートによるサンスクリット大辞典(1855-1875)の編纂に大きく貢献した[4]。
- 『インド文学史に関する学術的講演』(1852)は、フランス語や英語に翻訳された。第2版(1876)では注釈の形で大量に情報が追加されている。
  -  Akademische Vorlesungen über indische Literaturgeschichte. Berlin. (1852)
- ヴェーバーはジャイナ教文学とプラークリット研究の草分けであり、とくに教え子のゲオルク・ビューラーによって大量のジャイナ教写本がベルリンにもたらされた1870年代から1880年代にかけて、プラークリットに研究の中心を移した[5]。
  -  Das Saptaçatakam des Hâla. Leipzig. (1881)（ハーラ『七百頌集』）
  - “Über die heiligen Schriften der Jaina”. Indische Studien 16-17. (1883-1884).（ジャイナ教聖典について）